# Општина Велика Полана
Општина Велика Полана (словен. Velika Polana) је једна од општина Помурске регије у држави Словенији. Седиште општине је истоимено насеље Велика Полана.

## Природне одлике
Рељеф: Општина Велика Полана налази се у североисточном делу Словеније. Општина се простире у јужном делу равничарске и пољопривредне области Прекомурје, близу реке Муре.
Клима: У општини влада умерено континентална клима.
Воде: На подручју општине нема значајнијих водотока, иако се река Мура налази свега пар километара јужно од општине. Сви мањи водотоци у општини су у сливу ове реке.

## Становништво
Општина Велика Полана је средње густо насељена.

## Насеља општине
| - Брезовица - Велика Полана - Мала Полана |

## Додатно погледати
- Велика Полана